# Liste des évêques de San José (Californie)
La liste des évêques de San José en Californie recense les noms des évêques qui se sont succédé sur le siège épiscopal de San José en Californie, aux États-Unis depuis la création du diocèse de San José en Californie (en) (Dioecesis Sancti Josephi in California) le 27 janvier 1981, par détachement de l'archidiocèse de San Francisco.

## Sont évêques
- 27 janvier 1981 - 27 novembre 1999 : Roland DuMaine (Roland Pierre DuMaine)
- 27 novembre 1999 - 1er mai 2019: Patrick McGrath (Patrick Joseph McGrath)
  - 11 juillet 2018 - 1er mai 2019 : Oscar Cantú, évêque coadjuteur
- depuis le 1er mai 2019 : Oscar Cantú

## Sources
- (en) Fiche du diocèse sur le site catholic-hierarchy.org